# Оројо Гарденс (Тексас)
Оројо Гарденс (енгл. Arroyo Gardens) насељено је место без административног статуса у америчкој савезној држави Тексас.

## Демографија
По попису из 2010. године број становника је 456.
| Група             | 2000.    | 2010.       |
| Белци             | 0 (0,0%) | 27 (5,9%)   |
| Афроамериканци    | 0 (0,0%) | 1 (0,2%)    |
| Азијати           | 0 (0,0%) | 0 (0,0%)    |
| Хиспаноамериканци | 0 (0,0%) | 429 (94,1%) |
| Укупно            | 0        | 456         |